# Исупова, Ольга Генриховна
Исупова, Ольга Генриховна (род. 15 апреля 1965, Москва) — российский социолог, демограф и гендеролог. Занимается исследованиями в области социологии семьи и репродукции, рождаемости и социальной политики, гендерными исследованиями. Старший научный сотрудник Института демографии Высшей школы экономики. Единственный исследователь в России, занимающийся глубоким изучением феномена чайлдфри в российском обществе. Также внесла существенный вклад в изучение феномена сожительства в России, материнства, в частности, интенсивного материнства, репродуктивных технологий.

## Биография
В 1987 году с отличием окончила факультет строительства мостов и тоннелей Московского института инженеров железнодорожного транспорта (МИИТ). С 1988 по 2007 годы занималась научной работой в отделе методики Института социологии Российской Академии Наук.
В 1994 году изучала социологию и политологию на магистерской программе в Центральном Европейском Университете, в Праге. В 1995 году ей была присвоена соответствующая степень Университетом Ланкастера, Великобритания. Диссертация была сделана на тему «Символические представления современных россиян о гендерных ролях».
В 2000 году получила степень PhD по социологии, защитив в Университете Манчестера диссертацию по теме «Российские женщины: смысл и установки в отношении материнства».
С 2005 по 2008 год работала руководителем проектов в исследовательской компании «ТНС МИЦ», затем — руководителем интернет-проекта по проблемам бесплодия и вспомогательных репродуктивных технологий в благотворительном фонде «Формула рождения». В 2009 году начала работать в Институте демографии Высшей школы экономики, занимаясь как научной работой, так и преподаванием.
Ольга Исупова — член редакционной коллегии журнала «Мониторинг общественного мнения: экономические и социальные перемены», издаваемого ВЦИОМ.

## Научная деятельность
Научные работы Ольги Исуповой посвящены широкому спектру вопросов — изучению феномена чайлдфри в современном российском обществе, отношения к воспитанию детей, интенсивного материнства, феномена сожительства, репродуктивных технологий, и многим другим.
Ольга Исупова является одним из соавторов ежегодных демографических докладов «Население России» (за 2007, 2008, 2009, 2010—2011, 2012, 2013, 2014, 2016, 2017 годы).
Неоднократно выступала в качестве эксперта на телевидении и радио, давала комментарий печатным СМИ, высказываясь по вопросам семейной политики, современного материнства, интенсивного материнства, современной семьи и брака, гендерной социализации, сексуальности, репродуктивных технологий, феномена чайлдфри. С 2015 году проектом Постнаука выпускаются серии видео с участием Ольги Исуповой, а в 2016 году — Фондом им. Генриха Бёлля в России, в которых она рассказывает о ситуации в современной семье, феномене сожительства, материнстве и родительстве. Эти материалы привлекли внимание и вызывали широкий отклик общества.

## Основные научные работы
Ольга Исупова — автор ряда научных работ. В том числе работала в соавторстве с известным советским и российским исследователем маскулинности И. С. Коном.
- Isupova O.G., Perelli-Harris B. Crisis and Control: Russia’s Dramatic Fertility Decline and Efforts to Increase It, сhapter 8, // Fertility Rates and Population Decline: No Time for Children? Series: Palgrave Macmillan Studies in Family and Intimate Life / Buchanan, Ann, and Rotkirch, Anna, eds.. L.: Palgrave Macmillan, 2013. No. 8: 141—155.
- Исупова О. Г. «Мы просто живем вместе» // Демоскоп Weekly, 2013, № 565—566. http://demoscope.ru/weekly/2013/0565/tema01.php
- Исупова О. Г., Русанова Н. Е. Изменения социального портрета пациентов репродуктивных клиник после широкого распространения квот на ВРТ // В кн.: Социология медицины: наука и практика / Под общ. ред. А. В. Решетникова. М.: Издательство Первого МГМУ им. И. М. Сеченова, 2012: 215—218.
- Исупова О. Г. Репродуктивный туризм: дети, технологии и миграция // Демоскоп Weekly, 2012, № 509—510. http://demoscope.ru/weekly/2012/0509/tema01.php
- Исупова О. Г., Зотова М. С. Социальные причины возникновения и цели деятельности объединения пациентов ВРТ // В кн.: Социология медицины: наука и практика / Под общ. ред. А. В. Решетникова. М.: Издательство Первого МГМУ им. И. М. Сеченова, 2012: 212—215.
- Исупова О. Г. Конструирование «силы» из «бессилия»: анализ интернет-сообщества пациенток клиник репродуктивного здоровья // Здоровье и интимная жизнь: социологические подходы / Под ред. Е.Здравомысловой и А.Темкиной. СПб: Издательство ЕУСПб: 129—153.
- Исупова О. Г. Support through patient internet-communities: Lived experience of Russian in vitro fertilization patients // International Journal of Qualitative Studies on Health and Well-being, 2011, Т. 6, № 3. http://www.ncbi.nlm.nih.gov/pmc/articles/PMC3136244/
- Исупова О. Г., Захаров С. В., Сакевич В. И. Рождаемость и воспроизводство населения // В кн.: Население России 2009: Семнадцатый ежегодный демографический доклад / Отв. ред.: А. Г. Вишневский. М.: Издательский дом НИУ ВШЭ, 2010, № 3: 84-178.
- Исупова О. Г. Модернизация женских мотиваций к рождению детей: деконструкция материнства? // Демоскоп Weekly, 2011, № 453—454. http://demoscope.ru/weekly/2011/0453/analit03.php
- Исупова О. Г. Право хотеть слишком сильно: биотехнологии и репродуктивные желания // Демоскоп Weekly, 2011, № 453—454. http://demoscope.ru/weekly/2011/0453/analit02.php
- Исупова О. Г. «Чайлдфри», или добровольная бездетность // Демоскоп Weekly. 2010, № 427—428. http://demoscope.ru/weekly/2010/0427/gender01.php
- Исупова О. Г., Русанова Н. Е. ВРТ как рынок: социально-психологические потребности пациентов ЭКО и критерии выбора клиники // Проблемы репродукции, 2010, № 1: 75-85.
- Исупова О. Г. Гендер и миграция: уехать или остаться? // Демоскоп Weekly, 2010, № 423—424. http://demoscope.ru/weekly/2010/0423/gender01.php
- Исупова О. Г. Гендер и репродуктивные технологии // Демоскоп Weekly, 2010, № 435—436. http://demoscope.ru/weekly/2010/0435/gender01.php
- Исупова О. Г. Гендер и старение на XVII Всемирном социологическом конгрессе // Демоскоп Weekly, 2010, № 431—432. http://demoscope.ru/weekly/2010/0431/gender01.php
- Исупова О. Г. Гендер и старость: теоретические подходы // Демоскоп Weekly, 2010, № 433—434. http://demoscope.ru/weekly/2010/0433/analit05.php
- Исупова О. Г. Присутствие женщин на мировом рынке труда увеличивается // Демоскоп Weekly, 2010, № 419—420. http://demoscope.ru/weekly/2010/0419/gender01.php
- Исупова О. Г. Причины бесплодия у пациентов ВРТ // Демоскоп Weekly, 2010, № 409—410. http://demoscope.ru/weekly/2010/0409/analit06.php
- Захаров С. В., Исупова О. Г., Сакевич В. И. Рождаемость и воспроизводство населения // В кн.: Население России 2008: Шестнадцатый ежегодный демографический доклад / Отв. ред.: А. Г. Вишневский. М.: Издательский дом ГУ-ВШЭ, 2010. № 3: 77-185.
- Исупова О. Г. Соблазн неодолимый зваться «мать» // Демоскоп Weekly, 2010, № 411—412. http://demoscope.ru/weekly/2010/0411/gender01.php
- Исупова О. Г., Русанова Н. Е. Социальный портрет пациентов репродуктивной медицины // Социологические исследования, 2010, № 4: 111—119.
- Исупова О. Г. Социологические теории материнства // Хрестоматия по психологии беременности. / Под науч. ред. М. Е. Ланцбург. М.: МГППУ, 2010: 25-60.
- Исупова О. Г. Besplodia.net: репродуктивные технологии, интернет-пространство и демография // Демоскоп Weekly, 2009. № 365—366. http://demoscope.ru/weekly/2009/0365/tema01.php
- Русанова Н. Е., Исупова О. Г. Вспомогательные репродуктивные технологии в демографической политике: опыт Европы и перспективы России // Народонаселение, 2009, № 4: 78-83.
- Исупова О. Г., Белянин А. В. Естественное движение населения: слишком мало рожаем, или слишком рано умираем? // Гендер для «чайников» — 2 / Под науч. ред. И. Н. Тартаковской. М.: Звенья, 2009: 65-86.
- Исупова О. Г., Кон И. С. Материнство и отцовство: социологический очерк // Гендер для «чайников» — 2 / Под науч. ред. И. Н. Тартаковской. М.: Звенья, 2009: 113—135.
- Исупова О. Г., Сакевич В. И., Захаров С. В. Рождаемость и воспроизводство населения // В кн.: Население России 2007: Пятнадцатый ежегодный демографический доклад / Отв. ред.: А. Г. Вишневский. М.: Издательский дом ГУ-ВШЭ, 2009. № 4: 103—175.